# Movimiento de liberación animal

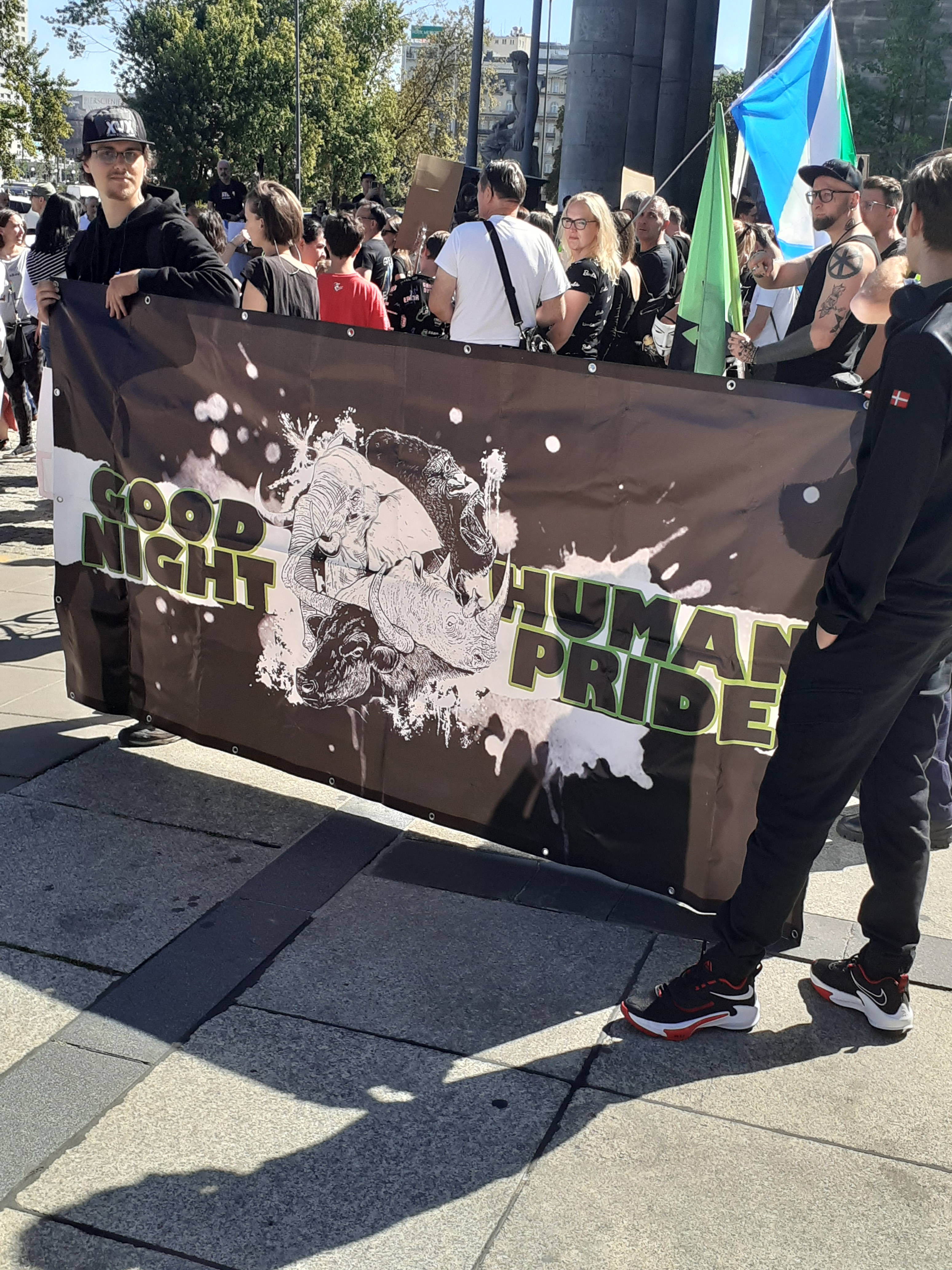
Marcha por la Liberación Animal en Varsovia en 2022.

El movimiento de liberación animal, también conocido como movimiento abolicionista de liberación animal y especies del mundo  o simplemente con el nombre de movimiento animalista, es aquel movimiento global de activistas, académicos, artistas, campañas y grupos organizados que se oponen al uso de animales para investigación, alimento, entretenimiento y textiles (cuero, lana, peletería y seda). El objetivo general del movimiento es erradicar el especismo.

## Terminología y subdivisiones
Por lo general, los términos movimiento de liberación animal y movimiento de defensa animal se utilizan como equivalentes, pero el segundo es más amplio, ya que incluye a organizaciones y activistas que buscan el bienestar animal mejorando su situación en cautividad. Estos últimos no propenden por la abolición total del especismo, sino por la mejora de las condiciones de vida de los animales.
El movimiento de liberación animal se sostiene sobre la idea central de que los animales tienen necesidades básicas e intereses que merecen reconocimiento y protección; sin embargo, pueden ser divididos en tres amplios sectores: por un lado, los defensores de los derechos de los animales aseguran que estos intereses básicos posicionan a los animales como sujetos de derecho; tal y como propone la filosofía de Tom Regan y de Gary Francione. Por otro lado, los utilitaristas no creen que los animales posean derechos per se, pero argumentan que, como tienen la facultad de sentir dolor, su sufrimiento debería ser tenido en cuenta (excluir a los animales en el juicio moral equivale, afirman, a discriminarles por el mero hecho de no ser humanos). Aquí encontramos, por ejemplo, el famoso trabajo del filósofo Peter Singer en libros como Liberación animal que impulsa en gran medida el movimiento de liberación animal. Por otra parte, también se ha defendido la consideración moral de los animales desde otra teoría ético-política, el igualitarismo. Quienes sostienen este enfoque, como Peter Vallentyne o, en el mundo de habla hispana, Oscar Horta, defienden también el fin de la discriminación de los animales. Pero, a diferencia de los utilitaristas, se oponen al actual uso de animales como recursos.

## Características del movimiento
Algunos integrantes del movimiento de liberación animal boicotean industrias que usan animales, mayoritariamente granjas industriales que producen carne, lácteos y huevos en los países desarrollados. El transporte de animales de granja hacia el matadero ha sido en los años recientes uno de los principales blancos de estos grupos, particularmente en el Reino Unido y en Escandinavia.
Los activistas del movimiento de liberación animal adoptan algún tipo de alimentación vegetariana, tendiendo a la alimentación vegetariana estricta (sin productos de origen animal) que promueve el veganismo y no usan ropa hecha con piel animal como zapatos y chaquetas de cuero, ni productos que contengan subproductos animales o ingredientes que hayan sido probados en animales. Los boicots dedicados a una empresa en particular también son comunes, la corporación Procter & Gamble, por ejemplo, prueba varios de sus productos en animales, lo que provoca que muchos activistas no consuman sus productos en general, pues no quieren apoyar las experimentaciones de ningún modo, aunque sea indirecto.
Asimismo, muchos activistas se dedican a educar y persuadir al público. Algunas organizaciones, como Personas por el Trato Ético de los Animales (PETA), hacen esto captando la atención mediática, comúnmente con protestas llamativas o propaganda para obtener la cobertura de los grandes medios de comunicación.
Entre los movimientos estadounidenses hay una tendencia a destinar todos los recursos con el objetivo de promocionar la alimentación 100% vegetariana (vegana), no obstante varias organizaciones piensan que el énfasis en la alimentación es un inconveniente y prefieren concentrarse en otros puntos. Grupos como Vegan Outreach y Compassion Over Killing dedican su tiempo a exhibir las prácticas de las granjas industriales, publicando información para los consumidores y organizando investigaciones encubiertas.

## Acción directa
Un número cada vez más elevado de activistas se dedican a la acción directa, lo que puede incluir la liberación o el robo de los animales y daños a las instalaciones. Muchas de las técnicas de estos activistas fueron desarrolladas por británicos como Barry Horne. En ese sentido, el Reino Unido ha llamado la atención por el "extremismo" que muestra el movimiento allí, y por la influencia de este sobre el resto del mundo; Patti Strand, del grupo americano National Animal Alliance le dijo a la BBC: "El movimiento de liberación animal con el que tratamos en Estados Unidos es un aporte directo del Reino Unido".
El Frente de Liberación Animal es considerado como una amenaza terrorista por el FBI. Más de mil ataques en un año, solo en el Reino Unido, causaron pérdidas materiales de cerca de 2,6 millones de libras esterlinas, haciendo que algunos expertos declararan que la "defensa animal" ahora encabeza la lista de promotores de violencia en ese país. Muchos grupos bienestaristas condenan los ataques, mientras que varias organizaciones defensoras de los derechos de los animales como PETA los apoyan. El Frente de Liberación Animal sostiene que su movimiento es de naturaleza no violenta, puesto que "los activistas toman todas las precauciones necesarias para no dañar ningún animal (humano o de otro tipo)", lo cual es uno de los puntos clave de sus bases éticas.
También ha crecido el número de "rescates abiertos", en los que los activistas ingresan a diferentes sitios para liberar a los animales sin esconder su identidad. Los rescates abiertos tienden a ser llevados a cabo por activistas comprometidos que irían a la cárcel si fuesen perseguidos, pero casi ningún granjero ha presentado cargos.
Otros activistas han echado mano del chantaje y de actividades ilegales, como la campaña de intimidación para cerrar la granja Darley Oaks (dedicada a la crianza de cobayas para investigaciones biomédicas y pruebas farmacológicas), que usaba correo amenazante, llamadas maliciosas, amenazas falsas de bombas, ataques incendiarios y destrucción de la propiedad, llegando al punto de robar los restos de Gladdys Hammond, suegra del actual dueño de la granja.
En España el movimiento de liberación animal ha estado principalmente dirigido contra las corridas de toros, incluyendo acciones en festejos populares donde se realizan corridas y encierros. Sin embargo, los asaltos organizados a granjas van siendo progresivamente más frecuentes.